# Klokgetal
Het klokgetal geeft vermenigvuldigd met 30° de faseverschuiving aan tussen de primaire en secundaire spanning van een driefasentransformator.

## Voorbeeld
De afbeelding laat zien, hoe dat er bij een nettransformator Dy5 uitziet. De vector V van de primaire driehoekswikkeling wijst hierbij naar 12 uur en de vector v van de secundaire sterwikkeling naar 5 uur, zodat het klokgetal gelijk is aan 5, en er dus een faseverschuiving van 5 × 30° = 150° is.

## Principe
Het klokgetal kan bepaald worden door de vector van de eerste primaire lijnspanning op de klok naar 12 uur te laten wijzen. Het uur dat (bij benadering) door de vector van de eerste secundaire lijnspanning aangegeven wordt, is het klokgetal.

## Schakelgroep
Klokgetallen worden ingedeeld in 4 schakelgroepen:
| Groep     | I     | II     | III   | IV     |
| --------- | ----- | ------ | ----- | ------ |
| Klokgetal | 0,4,8 | 2,6,10 | 1,5,9 | 3,7,11 |

Klokgetallen zijn met name van belang bij parallelbedrijf van driefasentransformatoren. Alleen transformatoren met klokgetallen die gelijk zijn of tot dezelfde schakelgroep behoren, kunnen parallel geschakeld worden. Daarnaast kan een transformator van groep III ook parallel geschakeld worden met een van groep IV.